# Dylan Gissi
Dylan Gissi (Ginebra, Suiza; 27 de abril de 1991) es un futbolista suizo de origen argentino. Juega como marcador central y su primer equipo fue Estudiantes de La Plata. Actualmente milita en River Plate de la Primera División de Uruguay. Es hijo de Oscar Gissi y hermano de los también futbolistas Kevin, Maylis y Shadya Gissi.

## Trayectoria
Hijo de padres argentinos, Gissi nació en Ginebra, Suiza, cuando su padre se encontraba radicado ahí por cuestiones laborales. Su carrera comenzó en su país natal, en el que jugó en las divisiones inferiores de diversos equipos, incluyendo el FC Basel. Cuando la familia volvió a radicarse en Argentina, se probó en Arsenal de Sarandí. Luego volvió a Suiza, formando parte de las divisiones inferiores de Neuchâtel Xamax, y posteriormente pasó por la filial del Atlético de Madrid.
Debido al vínculo de su padre Oscar con Estudiantes de La Plata (fue jugador del club a fines de los '80 y principios de los '90), se le ofreció un cargo en una de las categorías inferiores del Pincha y le propusieron a su hijo recalar en el equipo, en el que se mantuvo hasta el 2013. El Club Olimpo lo compró en 2013. En 2014 firmó contrato por tres temporadas con el Montpellier de Francia. En 2016 fue cedido a préstamo por un año a Rosario Central, con opción de compra del 50% del pase.
En agosto de 2017 llega libre a Defensa y Justicia.
En julio de 2021 arribó a Unión de Santa Fe tras culminar su contrato con el equipo de Varela y firmó por dos años con el elenco santafesino, pero se marcharía a Club Atlético Banfield en marzo de 2022 tras no ser tenido en cuenta por el entonces técnico Gustavo Munúa.
El 19 de agosto de 2023 regresó al Halcón a préstamo sin cargo y sin opción desde Banfield, firmando contrato hasta diciembre de 2023.
En enero de 2024 llega como jugador libre al Club Atlético Atlanta, pero en octubre de ese año fue excluido del plantel tras sus polémicas declaraciones sobre incentivos económicos.

## Selección nacional
Ha sido internacional con la Selección Sub-21 de Suiza.

## Estadísticas
- Actualizado al 15 de marzo de 2025

### Clubes
| Club                         | Div.                | Temporada           | Liga  | Liga  | Copa nacional | Copa nacional | Copa internacional | Copa internacional | Total | Total |
| Club                         | Div.                | Temporada           | Part. | Goles | Part.         | Goles         | Part.              | Goles              | Part. | Goles |
| ---------------------------- | ------------------- | ------------------- | ----- | ----- | ------------- | ------------- | ------------------ | ------------------ | ----- | ----- |
| Estudiantes (LP) Argentina   | 1.ª                 | 2010/11             | 1     | 0     | -             | -             | 0                  | 0                  | 1     | 0     |
| Estudiantes (LP) Argentina   | 1.ª                 | 2011/12             | 0     | 0     | 0             | 0             | -                  | -                  | 0     | 0     |
| Estudiantes (LP) Argentina   | 1.ª                 | 2012/13             | 0     | 0     | 0             | 0             | -                  | -                  | 0     | 0     |
| Estudiantes (LP) Argentina   | Total               | Total               | 1     | 0     | 0             | 0             | 0                  | 0                  | 1     | 0     |
| Olimpo Argentina             | 1.ª                 | 2013/14             | 23    | 3     | 0             | 0             | -                  | -                  | 23    | 3     |
| Olimpo Argentina             | Total               | Total               | 23    | 3     | 0             | 0             | -                  | -                  | 23    | 3     |
| Montpellier HSC Francia      | 1.ª                 | 2014/15             | 1     | 0     | 0             | 0             | -                  | -                  | 1     | 0     |
| Montpellier HSC Francia      | 1.ª                 | 2015/16             | 0     | 0     | 1             | 0             | -                  | -                  | 1     | 0     |
| Montpellier HSC Francia      | Total               | Total               | 1     | 0     | 1             | 0             | -                  | -                  | 2     | 0     |
| Montpellier HSC II Francia   | 4.ª                 | 2014/15             | 20    | 0     | -             | -             | -                  | -                  | 20    | 0     |
| Montpellier HSC II Francia   | 5.ª                 | 2015/16             | 14    | 4     | -             | -             | -                  | -                  | 14    | 4     |
| Montpellier HSC II Francia   | Total               | Total               | 34    | 4     | -             | -             | -                  | -                  | 34    | 4     |
| Rosario Central Argentina    | 1.ª                 | 2016/17             | 5     | 0     | 3             | 0             | -                  | -                  | 8     | 0     |
| Rosario Central Argentina    | Total               | Total               | 5     | 0     | 3             | 0             | -                  | -                  | 8     | 0     |
| Defensa y Justicia Argentina | 1.ª                 | 2017/18             | 17    | 0     | 1             | 0             | 1                  | 0                  | 19    | 0     |
| Defensa y Justicia Argentina | 1.ª                 | 2018/19             | 0     | 0     | 0             | 0             | -                  | -                  | 0     | 0     |
| Defensa y Justicia Argentina | 1.ª                 | 2023                | -     | -     | 4             | 0             | 0                  | 0                  | 4     | 0     |
| Defensa y Justicia Argentina | Total               | Total               | 17    | 0     | 5             | 0             | 1                  | 0                  | 23    | 0     |
| Patronato Argentina          | 1.ª                 | 2018/19             | 9     | 0     | 2             | 0             | -                  | -                  | 11    | 0     |
| Patronato Argentina          | 1.ª                 | 2020                | -     | -     | 5             | 0             | -                  | -                  | 5     | 0     |
| Patronato Argentina          | 1.ª                 | 2021                | -     | -     | 9             | 1             | -                  | -                  | 9     | 1     |
| Patronato Argentina          | Total               | Total               | 9     | 0     | 16            | 1             | -                  | -                  | 25    | 1     |
| Atlético Tucumán Argentina   | 1.ª                 | 2019/20             | 7     | 1     | 2             | 0             | 2                  | 0                  | 11    | 1     |
| Atlético Tucumán Argentina   | Total               | Total               | 7     | 1     | 2             | 0             | 2                  | 0                  | 11    | 1     |
| Unión Argentina              | 1.ª                 | 2021                | 8     | 0     | -             | -             | -                  | -                  | 8     | 0     |
| Unión Argentina              | 1.ª                 | 2022                | -     | -     | 0             | 0             | -                  | -                  | 0     | 0     |
| Unión Argentina              | Total               | Total               | 8     | 0     | 0             | 0             | -                  | -                  | 8     | 0     |
| Banfield Argentina           | 1.ª                 | 2022                | 18    | 0     | 4             | 0             | 1                  | 0                  | 23    | 0     |
| Banfield Argentina           | 1.ª                 | 2023                | 0     | 0     | 0             | 0             | -                  | -                  | 0     | 0     |
| Banfield Argentina           | Total               | Total               | 18    | 0     | 4             | 0             | 1                  | 0                  | 23    | 0     |
| Atlanta Argentina            | 2.ª                 | 2024                | 30    | 2     | -             | -             | -                  | -                  | 30    | 2     |
| Atlanta Argentina            | Total               | Total               | 30    | 2     | -             | -             | -                  | -                  | 30    | 2     |
| Arsenal Argentina            | 2.ª                 | 2025                | 6     | 0     | -             | -             | -                  | -                  | 6     | 0     |
| Arsenal Argentina            | Total               | Total               | 6     | 0     | -             | -             | -                  | -                  | 6     | 0     |
| River Plate · Uruguay        | 1.ª                 | 2025                | 0     | 0     | -             | -             | -                  | -                  | 0     | 0     |
| River Plate · Uruguay        | Total               | Total               | 0     | 0     | -             | -             | -                  | -                  | 0     | 0     |
| Total en su carrera          | Total en su carrera | Total en su carrera | 159   | 10    | 31            | 1             | 4                  | 0                  | 194   | 11    |

### Selección
| Selección           | Año                 | Amistosos | Amistosos | Europa | Europa | Mundial | Mundial | Total | Total |
| Selección           | Año                 | Part.     | Goles     | Part.  | Goles  | Part.   | Goles   | Part. | Goles |
| ------------------- | ------------------- | --------- | --------- | ------ | ------ | ------- | ------- | ----- | ----- |
| Sub-21 · Suiza      | 2012                | 1         | 0         | -      | -      | -       | -       | 1     | 0     |
| Sub-21 · Suiza      | Total               | 1         | 0         | -      | -      | -       | -       | 1     | 0     |
| Total en su carrera | Total en su carrera | 1         | 0         | -      | -      | -       | -       | 1     | 0     |